# 上茹日馬尼夫卡
49°9′46″N 33°48′12″E / 49.16278°N 33.80333°E
上茹日馬尼夫卡（烏克蘭語：Верхня Жужманівка），是烏克蘭中部的村莊，隸屬波爾塔瓦州的克雷門丘克區。該村距離新加列希納、皮德戈里夫卡、布托亞里夫卡和奧利吉夫卡1.5公里，海拔高度118米，2001年人口69。